# 里瓦蒙塔纳尔蒙特
里瓦蒙塔纳尔蒙特，是西班牙坎塔布里亚的一个市镇。总面积42平方公里，总人口2005人（2001年），人口密度48人/平方公里。